# The Tiger Who Came to Tea
The Tiger Who Came to Tea ist ein britischer Kurzanimationsfilm von Robin Shaw aus dem Jahr 2019. Er basiert auf dem Kinderbuch Ein Tiger kommt zum Tee von Judith Kerr.

## Handlung
Ein ganz normaler Morgen: Auf den Straßen sorgt eine kleine rote Katze für Chaos und Daddy vergisst auf dem Weg zur Arbeit seine Schlüssel und kehrt kurz nach Hause zurück, um sie zu holen. Er verabschiedet sich von Mummy und seiner kleinen Tochter Sophie und muss anschließend nach dem Bus rennen. Sophie und Mummy wollen in den Park gehen, werden kurz durch den Milchmann aufgehalten, der wie jeden Morgen die Milch liefert, und machen neue Pläne, als es zu regnen beginnt. Sie backen Plätzchen, Muffins und einen Kuchen und wollen zu zweit ein großes Kaffeetrinken veranstalten. Der Tisch ist gedeckt, als es plötzlich klingelt und ein riesiger Tiger vor der Tür steht. Er ist hungrig und beide lassen ihn an der Kaffeetafel Platz nehmen. Der Tiger isst die Plätzchen, die Muffins und den Kuchen, trinkt sämtlichen Tee, die Milch und das Wasser aus dem Wassertank, bevor er alle Vorräte im Haus verspeist. Sophie nimmt ihn anschließend mit ins Bad, putzt ihm die Zähne und bürstet ihn. Obwohl sie darum bittet, bleibt der Tiger nicht: Er bedankt sich für das schöne Kaffeetrinken und geht.
Die Küche ist chaotisch und alle Vorräte sind aufgegessen. Sophie kann nicht gebadet werden, weil der Tiger das Wasser im Wasserreservoir des Hauses getrunken hat. Als Daddy nach Hause kommt, ist selbst sein Feierabendbier verschwunden. Die Familie entschließt sich, am Abend in ein Café zu gehen, wo sie essen und trinken und Sophie vom Tiger erzählt. Am nächsten Morgen kaufen Sophie und Mummy besonders viel ein, darunter auch eine Büchse Tigerfutter, doch der Tiger kam nie wieder zum Essen.

## Produktion
The Tiger Who Came to Tea basiert auf dem gleichnamigen Kinderbuch von Judith Kerr, das 1968 erschien und im deutschsprachigen Raum unter dem Titel Ein Tiger kommt zum Tee veröffentlicht wurde. Bereits im Februar 2018, anlässlich des 50-jährigen Jubiläums des Buchs, gaben Lupus Films und HarperCollins Children’s Books bekannt, eine Verfilmung des Buchs zu planen. Die Animation des Films nahm ein Jahr in Anspruch, wobei 20.000 Einzelzeichnungen handanimiert wurden. Der Animationsstil lehnt sich eng an die Illustration Kerrs an. Kerr selbst war an den Vorbereitungen des Films beteiligt; sie starb im Mai 2019, der Film ist ihrem Andenken gewidmet.
Channel 4 gab im Januar 2019 bekannt, dass die Ausstrahlung des Animationsfilms zu Weihnachten 2019 geplant sei. Im Juli 2019 erfolgte die Bekanntgabe der Synchronstimmen für die Hauptfiguren, darunter David Walliams als Erzähler, David Oyelowo als Tiger, Tamsin Greig als Mummy und Benedict Cumberbatch als Daddy. Cumberbatch hatte bereits anlässlich des 50-jährigen Jubiläum des Buchs 2018 gemeinsam mit Kerr eine Lesung des Buchs veranstaltet.
Im Oktober 2019 wurde bekannt, dass Robbie Williams das Titellied des Films Hey Tiger! singen wird. Die Musik stammt von David Arnold, der Liedtext von Don Black. Arnold schrieb auch die Filmmusik zu The Tiger Who Came to Tea.
The Tiger Who Came to Tea hatte seine Fernsehpremiere am 24. Dezember 2019 auf Channel 4.

## Kritik
Für die Radio Times war The Tiger Who Came to Tea ein „magischer, festlicher Leckerbissen, der der literarischen Vorlage treu bleibt“ („Magical festive treat stays true to Judith Kerr’s original book“). The Independent nannte die Verfilmung „23 Minuten und 17 Sekunden voll ungetrübter Freude“ („23 minutes and 17 seconds of unmitigated joy“).